# Pelusium
Pelusium fontos város volt a Nílus deltájának keleti részében, 30 kilométerre délkeletre fekszik Port Szaídtól, a modern kori kikötővárostól. Római tartományi fővárossá vált, majd katolikus érsekséggé. Utóbbi címmel a mai napig rendelkezik.

## Elhelyezkedés
Pelusium a tengerpart és a Nílus-delta mocsarai között fekszik, körülbelül 4 kilométerre a tengertől. A kikötő homokkal töltődött fel már az i. e. első században, és a partvonal messze előrenyomult ókori helyzetéhez képest, így már az i. sz. harmadik században legalább 4 kilométerre volt a Földközi-tengertől.
A szomszédos földek fő terméke a len volt, mely bőségesen termett és kitűnő minőségű volt. Pelusium korai sörtermeléséről is híres volt, a korban a főzetet pelúziai italnak is nevezték.
Pelusium határerődítményként is szolgált, és a környéken hatalmas erőt képviselt. Egyiptomot a tengerről, illetve a Szíriából érkező támadásoktól volt hivatott megvédeni. Elhelyezkedéséből kifolyólag közvetlenül ki volt téve az Egyiptomot elfoglalni kívánó hódító seregeknek. Számtalanszor ostromolták meg, és fontos csaták zajlottak falai körül.

## Elnevezések
Pelusium Alsó-Egyiptom legkeletibb nagyvárosa volt, a Nílus legkeletibb ága, az Ostium Pelusiacum mentén feküdt, innen származik a neve. A várost Sena és Per-Amun néven is ismerték, Ⲡⲉⲣⲉⲙⲟⲩⲛ kopt nyelven Ámon napisten templomát jelenti.